# Andy Leavine
Andrew "Andy" Leavine (27 de diciembre de 1987) es un luchador profesional estadounidense conocido por su trabajo en la WWE, donde fue el ganador de la quinta temporada de WWE Tough Enough.

## Carrera

### World Wrestling Entertainment/ WWE (2010-2012)
A principios de 2010, Leavine firmó contrato con la World Wrestling Entertainment y fue asignado al territorio de desarrollo Florida Championship Wrestling. Debutó bajo el nombre de Kevin Hackman, durante un corto tiempo luchando en varios combates en parejas e individuales. Después de estos combates, fue despedido para poder participar en WWE Tough Enough. Allí, participó junto a otros 13 participantes para ganar un contrato con la WWE. Quedó como finalista junto a Luke Robinson y el 6 de junio en RAW fue nombrado ganador de la temporada por Stone Cold Steve Austin y después de su celebración Austin le aplicó su Stone Cold Stunner.
Tras ganar Tough Enough fue enviado a FCW para complementar su entrenamiento luchístico. El 15 de agosto, la WWE le suspendió 30 días al haber violado la política antidrogas de la empresa. El 23 de abril de 2012 fue despedido de la empresa.

### World Wrestling Council (2012 - 2014)
El 13 de julio de 2012, Leavine debutó en la World Wrestling Council de Puerto Rico, derrotando a Chris Joel. Al siguiente día se enfrentó a Xix Xavant. El 8 de septiembre en el evento "Septiembre Negro" derrotó a Apolo y a Gilbert para convertirse en Campeón Universal de WWC. Sin embargo, lo perdió ante Ray González el 28 de octubre en el evento Halloween Wrestling Xtravaganza. En diciembre durante el evento Lockout se enfrentó al ECW original Tommy Dreamer. En la actualidad se desempeña como mid-carter en grandes eventos y en carteleras regulares ocasionalmente ocupa puestos estelares. Durante una cartelera en el mes de abril se coronó Campeón Mundial de Parejas junto a Samson Walker al vencer a los entonces campeones Thunder & Lightning.

## En lucha
- Movimientos finales
  - Powerslam[2]
  - Side slam[3]

- Movimientos de firma
  - Big boot

- Apodos
  - "The Bad Man" - WWC
  - "The Tough Man" - WWC
  - "Big Andy"[1]
  - "Silent Rage"[4][5]

## Campeonatos y logros
- World Wrestling Council
  - WWC Universal Heavyweight Championship (1 vez)
  - WWC World Tag Team Championship (1 vez) - junto a Samson Walker
- WWE
  - WWE Tough Enough (2012)